# Кай (Франция)
Кай (фр. Caille) — коммуна на юго-востоке Франции в регионе Прованс — Альпы — Лазурный берег, департамент Приморские Альпы, округ Грас, кантон Грас-1. До марта 2015 года коммуна административно входила в состав упразднённого кантона Сент-Обан (округ Грас).
Площадь коммуны — 16,96 км², население — 306 человек (2006) с выраженной тенденцией к росту: 403 человека (2012), плотность населения — 23,8 чел/км².

## Население
Население коммуны в 2011 году составляло — 370 человек, а в 2012 году — 403 человека.
| 1962 | 1968 | 1975 | 1982 | 1990 | 1999 | 2006 | 2008 | 2011 | 2012 |
| ---- | ---- | ---- | ---- | ---- | ---- | ---- | ---- | ---- | ---- |
| 114  | 124  | 109  | 144  | 176  | 220  | 306  | 330  | 370  | 403  |

Динамика численности населения:

## Экономика
В 2010 году из 212 человек трудоспособного возраста (от 15 до 64 лет) 159 были экономически активными, 53 — неактивными (показатель активности 75,0 %, в 1999 году — 57,7 %). Из 159 активных трудоспособных жителей работали 146 человек (77 мужчин и 69 женщин), 13 числились безработными (7 мужчин и 6 женщин). Среди 53 трудоспособных неактивных граждан 10 были учениками либо студентами, 14 — пенсионерами, а ещё 29 — были неактивны в силу других причин.
На протяжении 2010 года в коммуне числилось 176 облагаемых налогом домохозяйств, в которых проживало 391,5 человек. При этом медиана доходов составила 16 тысяч 428 евро на одного налогоплательщика.